# Kasemattentor (Nürnberg)

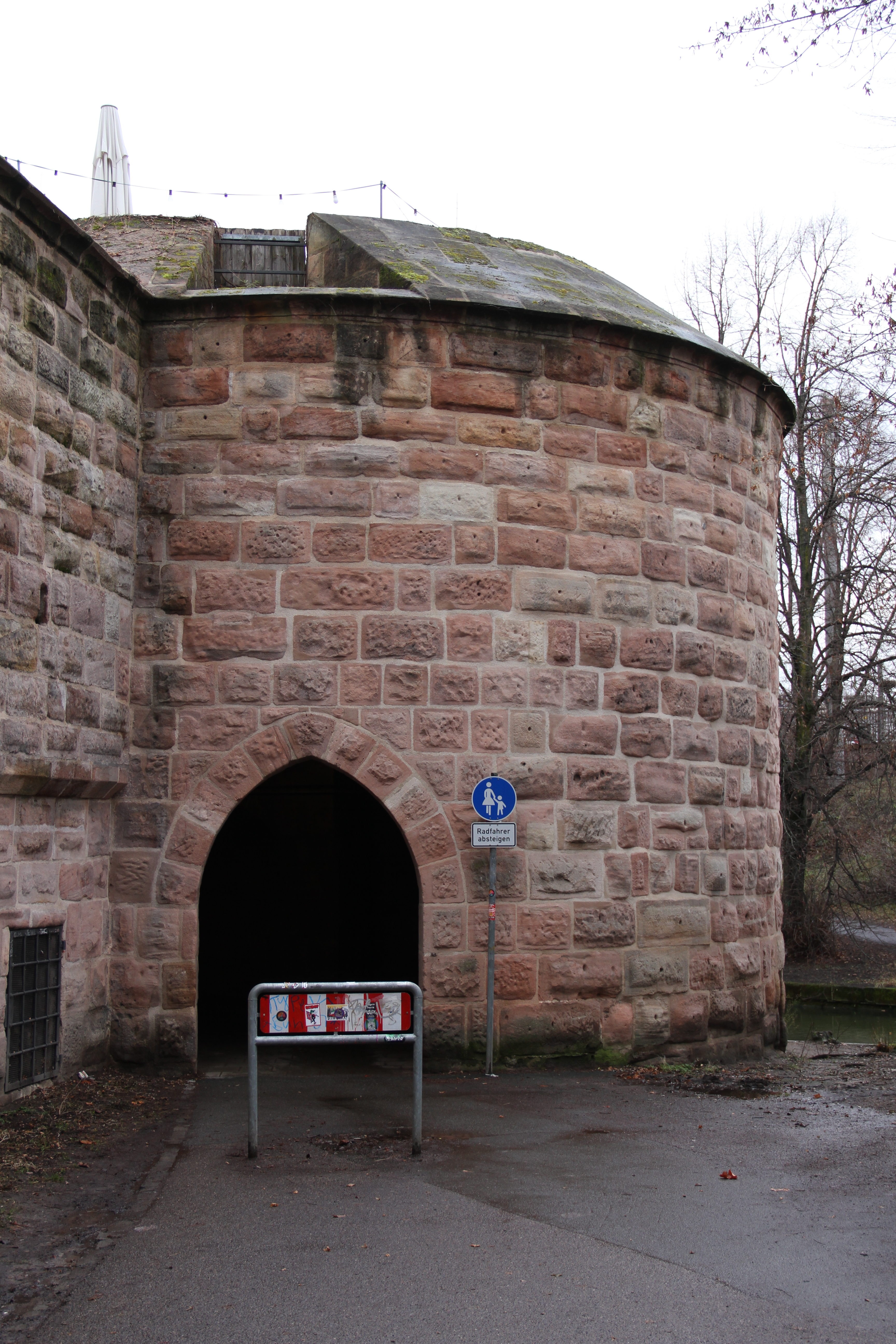
Kasemattentor von außerhalb der Stadtmauer gesehen, 2023

Das Kasemattentor ist ein Tor durch den Tratzenzwinger in Nürnberg.

## Geschichte
Um dem Verkehr in die Nürnberger Vorstädte gerecht zu werden, wurden im 19. Jahrhundert mehrere neue Tore errichtet bzw. Durchgänge durch die Stadtmauer geschaffen. So auch 1848 das Kasemattentor. Heute ist das Tor für den Fußgängerverkehr freigegeben; Radfahrer müssen absteigen. Der Durchgang verbindet die Altstadt mit der Wöhrder Wiese und dem gleichnamigen U-Bahnhof. Im Mai 2010 wurde der Durchgang auf Grund von Rissen und statischen Bedenken geschlossen. Zwischen April 2012 und Juni 2013 wurde das Tor saniert. Die Kosten beliefen sich auf 1,1 Mio. Euro, wobei 430.000 Euro aus einem Nachlass verwendet wurden.